# 171 Ophelia
Ophelia /oʊˈfiːliə/ (định danh hành tinh vi hình: 171 Ophelia) là một tiểu hành tinh lớn và tối ở vành đai chính. Nó thuộc nhóm tiểu hành tinh họ Themis. Thành phần cấu tạo của nó dường như bằng chondrite cacbonat nguyên thủy.
Ngày 13 tháng 1 năm 1877, nhà thiên văn học người Pháp Alphonse L. N. Borrelly phát hiện tiểu hành tinh Ophelia khi ông thực hiện quan sát tại Đài thiên văn Marseille và đặt tên nó theo tên Ophelia, một nhân vật nữ trong Hamlet của Shakespeare.
Dựa trên các dữ liệu đường cong ánh sáng, năm 1979 người ta đã đoán là nó có thể có một vệ tinh, tuy nhiên điều này chưa được xác nhận.
Ophelia cũng là tên một vệ tinh của Sao Thiên Vương.